# Anosibe Ifody
Anosibe Ifody – miasto i gmina na Madagaskarze. Należy do dystryktu Moramanga, który jest częścią regionu Alaotra-Mangoro. W spisie ludności z 2001 roku ludność gminy oszacowano na ok. 6 tys.
W mieście dostępne są szkoły podstawowe i gimnazjalne. Większość, 99% ludności to rolnicy. Głównymi uprawami na tym terenie są ryż i banany, a inne ważne produkty rolne to fasola i maniok. Usługi zatrudniają zaledwie 1% populacji. 